# Def Leppard (album)
Def Leppard – jedenasty album studyjny brytyjskiej grupy rockowej Def Leppard, który został wydany 30 października 2015 przez earMUSIC Records. Pierwszym singlem promującym to wydawnictwo jest utwór Let's Go.

## Lista utworów
1. Let’s Go – 5.01
2. Dangerous – 3.26
3. Man Enough – 3.54
4. We Belong – 5.06
5. Invincible – 3.46
6. Sea of Love – 4.04
7. Energized – 3.23
8. All Time High – 4:19
9. Battle of My Own – 2:42
10. Broke ‘N’ Brokenhearted – 3:17
11. Forever Young – 2:21
12. Last Dance – 3:09
13. Wings of an Angel – 4:23
14. Blind Faith – 5:33